# Plinthocoelium xanthogastrum
Plinthocoelium xanthogastrum är en skalbaggsart som först beskrevs av Bates 1880.  Plinthocoelium xanthogastrum ingår i släktet Plinthocoelium och familjen långhorningar.
Artens utbredningsområde är:
- Costa Rica.
- Nicaragua.

Inga underarter finns listade i Catalogue of Life.